# Daines Barrington
Daines Barrington, FRS, FSA (1727/28 – 14 de marzo de 1800) fue un abogado, anticuario y naturalista inglés. Fue uno de los corresponsales a quienes Gilbert White escribió extensamente sobre temas de historia natural. Barrington se desempeñó como vicepresidente de la Royal Society y escribió sobre una variedad de temas relacionados con las ciencias naturales, incluidas las primeras ideas y la experimentación científica sobre el aprendizaje de los cantos de los pájaros jóvenes. Diseñó un formato estándar para la recopilación de información sobre el clima, la floración de las plantas, el canto de los pájaros y otros cambios anuales que también utilizó Gilbert White. También escribió sobre niños genios, incluido Mozart, que a la edad de nueve años había visitado Inglaterra.

## Primeros años y carrera jurídica
Barrington fue el cuarto hijo de John Barrington, primer vizconde de Barrington.  Se matriculó en el Queen's College de Oxford en 1745, pero nunca se graduó. Ese mismo año fue admitido en el Inner Temple y llamado a la abogacía en 1750.
Posteriormente ocupó varios cargos jurídicos, incluido el de mariscal del Tribunal Superior del Almirantazgo, 1751-3; juez de las Grandes Sesiones del Norte de Gales (Anglesey, Caernarfonshire y Merionethshire) desde 1757; Registrador de Bristol y Consejo del Rey desde 1764; y segundo juez de Chester desde 1778. Aunque algunos (incluido Jeremy Bentham lo consideran) un juez indiferente, sus Observaciones sobre los estatutos, principalmente las más antiguas, desde la Carta Magna hasta el siglo XXI Jaime I (1766), tuvieron una gran reputación entre los historiadores y anticuarios constitucionales, y tuvo cinco ediciones hasta 1796. Renunció a todos sus cargos legales en 1785, conservando sólo el de Comisario General de los almacenes de Gibraltar, que continuó proporcionándole unos ingresos sustanciales hasta su muerte.

## Escritos anticuarios y científicos.

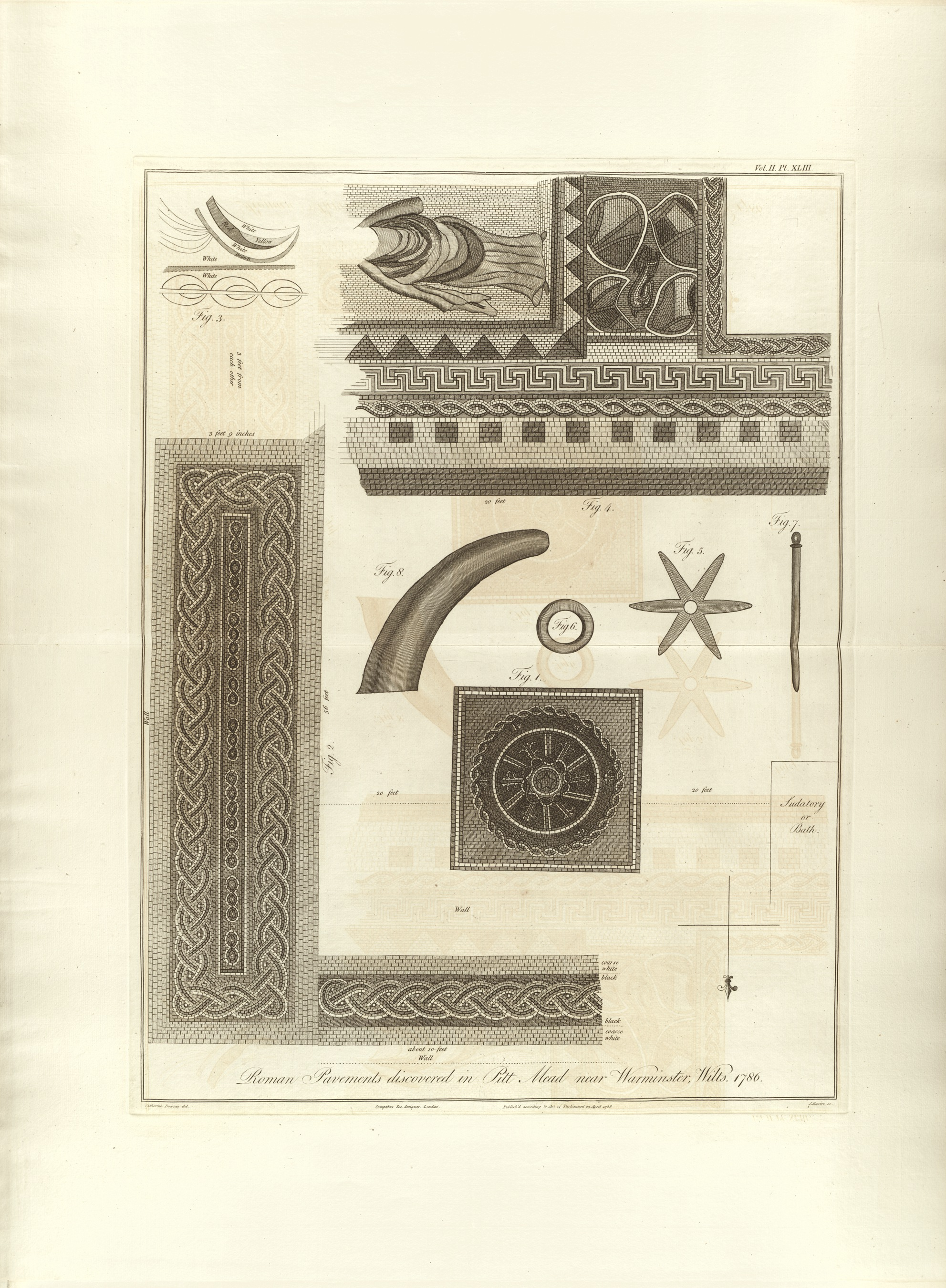
Mosaico de la villa romana de Pit Mead, ilustraciones de Catherine Downes, grabado por James Basire y presentado a la Sociedad de Anticuarios de Londres por Barrington

En 1773 Barrington publicó una edición de Orosius, con la versión anglosajona, y una traducción al inglés con notas originales. Sus Tratados sobre la probabilidad de alcanzar el Polo Norte (1775) fueron escritos como consecuencia del viaje de descubrimiento al norte emprendido por el capitán Constantine John Phipps, más tarde Lord Mulgrave (1744-1792).
Los demás escritos de Barrington se encuentran principalmente en las publicaciones de la Royal Society y la Society of Antiquaries: fue elegido miembro de ambos organismos en 1767 y luego se convirtió en vicepresidente de este último. Muchos de estos artículos fueron recopilados por él en un volumen en cuarto titulado Misceláneas sobre diversos temas (1781).
Su Relato de un joven músico muy notable describe la visita a Londres de Mozart, de nueve años, en 1764 y apareció por primera vez en Philosophical Transactions of the Royal Society en 1770, para luego ser recopilado en sus Misceláneas con relatos de otros prodigios, a saber, William Crotch, Charles y Samuel Wesley, y Garret Wesley, primer conde de Mornington.

Al ver que estaba de buen humor y, por así decirlo, inspirado, le pedí que compusiera una Canción de ira, que pudiera ser adecuada para el escenario de la ópera.

El niño volvió a mirar hacia atrás con mucha picardía y comenzó cinco o seis líneas de un recitativo de jerga propia de preceder a una Canción de ira. Esto duró también casi al mismo tiempo con la Canción de Amor; y en medio de ello, se había exaltado hasta tal punto que tocaba el clavicémbalo como un poseso, levantándose a veces de su silla. …Debo agregar [el hecho de que] dos o tres músicos capaces me informaron, cuando Bach, el célebre compositor había comenzado una fuga y la había dejado abruptamente, que el pequeño Mozart la retomó y la trabajó después. de la manera más magistral.

Como fui testigo de la mayoría de estos hechos extraordinarios, debo confesar que no podía evitar sospechar que su padre se imponía con respecto a la edad del niño, aunque no sólo tenía una apariencia de lo más infantil, sino que también tenía todas las acciones de un niño. esa etapa de la vida. Por ejemplo, mientras tocaba para mí, entró un gato favorito, por lo que inmediatamente abandonó el clavicémbalo y no pudimos traerlo de vuelta durante un tiempo considerable.

Otros estudios incluyen Experimentos y observaciones sobre el canto de los pájaros  y un ensayo sobre el lenguaje de los pájaros. Barrington intentó realizar experimentos de crianza cruzada con aves y observó que se podía inducir a los pardillos jóvenes criados con padres adoptivos a aprender los cantos de varias especies de alondras. Sin embargo, descartó la idea de la migración de larga distancia de las aves y apoyó la antigua opinión de que las golondrinas dormían bajo el agua durante el invierno.
Las cartas a Barrington del párroco-naturalista Gilbert White forman una gran parte del libro de White de 1789 The Natural History and Antiquities of Selborne; La mitad de la correspondencia de Barrington no está incluida. Barrington estableció el formato del Naturalist's Journal para "mantener un registro diario de observaciones sobre el clima, plantas, aves, insectos, etc.", basado en Benjamin Stillingfleet para recopilar información de toda Inglaterra. Este formato impreso por el hermano de Gilbert White, Benjamin, se utilizó alrededor de 1769 para servir al estudio de la historia natural de Selbourne. Se conservan muy pocos de sus libros de registro, pero Barrington ha sido considerado un pionero en el estudio de la fenología.
Barrington se reunió con la oradora de Cornualles Dolly Pentreath y publicó un informe del encuentro. Este informe es la fuente principal de la afirmación de que Dolly fue el último hablante de la lengua de Cornualles. Un año después de la muerte de Dolly Pentreath en 1777, Barrington recibió una carta, escrita en córnico y acompañada de una traducción al inglés, de un pescador de Mousehole llamado William Bodinar en la que decía que conocía cinco personas que hablaban córnico sólo en ese pueblo. Barrington también habla de un John Nancarrow de Marazion que era un hablante nativo y sobrevivió hasta la década de 1790.
El género de plantas Barringtonia lleva su nombre en su honor.

## Muerte y entierro
Barrington nunca se casó y vivió la mayor parte de su vida en aposentos en King's Bench Walk en el Inner Temple de Londres. Sufrió parálisis de las piernas hacia arriba y murió después de permanecer mucho tiempo postrado en cama el 14 de marzo de 1800; sus restos fueron enterrados en la bóveda de la Iglesia del Temple.  

## Obras destacadas
- Orosius (c. 417).  Alfred the Great; Barrington, Daines; Daines Barrington, eds. The Anglo-Saxon Version, from the Historian Orosius. London: Printed by W. Bowyer and J. Nichols and sold by S. Baker (publicado el 1773). Consultado el 17 de agosto de 2008.
- Barrington, Daines (1775). The Possibility of Approaching the North Pole Asserted. New York: James Eastburn & Co (publicado el 1818). Consultado el 17 de agosto de 2008.